# لغة الشيشيوا
الشيشيوا أو الشيشوا هي اللغة المحلية في ملاوي بأفريقيا، وهي تنتمي للغات البانتو.